# 太田竜成
太田 竜成（おおた たつなり、1995年11月18日 - ）は、日本のカメラマン、ふうかりあん。あだ名はたっちゃん。
血液型はO型。茨城県鹿嶋市出身。

## 概要
1995年に、茨城県鹿嶋市で生まれ、高校時代まで過ごした。
現在は、映像カメラマンとして東京都内を中心に活動している。

## 人物
- 趣味は深夜ラジオを聴くこと。移動中は音楽よりもラジオを聴いていることが多く

佐久間宣行のオールナイトニッポン0やオードリーのオールナイトニッポンのヘビーリスナーである。またNewJeansが好きで、ラジオ番組でもよく話に上がる。その他にも、機材いじり、各地のグルメを巡ること、犬の散歩などを趣味に挙げている。

## 撮影
- RAGE VALORANT 2024 feat.VSPO! （2024年） - 撮影
- APEX LEGENDS ASIA FESTIVAL 2024 WINTER （2024年） - 撮影
- FINAL FANTASY XIV FAN FESTIVAL 2023-2024（2024年）- 撮影
- 文化放送 まざべにのミッドナイトダブルピーク ぶいすぽっ！ 文化体育祭（2023年）- 撮影
- ペイトン尚未 妄想感傷代償連盟 レコーディングドキュメンタリー（2023年）- 撮影
- ペイトン尚未の「クリエイト倶楽部」ニコニコ超会議（2023年）- ロケ撮影
- なめがたエリアテレビ（2022年）- 報道取材撮影

## 出演
- 太田竜成のこんなに喋っていいのかよ！（2024年4月2日-2025年3月25日 エフエムかしま）